# Джонни Стервятник
«Джонни Стервятник» (англ. Johnny Skidmarks) — фильм режиссёра Джона Раффо.

## Сюжет
Главный герой — Джонни — профессиональный фотограф, специализирующийся на криминальных происшествиях. Его уже давно не пугают кровь, трупы и автомобильные аварии с человеческими жертвами. У Джонни также имеется побочный заработок, о котором знают только немногие деловые знакомые. Но в один миг спокойная жизнь главного героя заканчивается. Люди, с которыми Джонни ранее приходилось общаться, один за другим погибают насильственной смертью. И с каждой новой жертвой способы убийства становятся все изощрённее.

## В ролях
| Актёр              | Роль                 |
| ------------------ | -------------------- |
| Питер Галлахер     | Джонни Скардино      |
| Фрэнсис Макдорманд | Элис                 |
| Джон Литгоу        | Сержант Ларри Сковик |
| Джон Капелос       | Уолтер Липпинскотт   |
| Джек Блэк          | Джерри               |
| Джеффри Лоуэр      | Вуди Варшавски       |